# Issa
Issa je antičko naselje na mjestu današnjeg grada Visa, na istoimenom otoku. 

## Općenito
Kao kolonija sirakuških Dorana, Vis je osnovan početkom 4. st. pr. Kr. Grad je bio građen na terasama i utvrđen zidinama. U južnom dijelu grada nalazile su se terme s početka 1. st. Na poluotoku Prirovu nalazio se rimski teatar, vjerojatno građen na temeljima grčkog teatra nad kojim je u 16. st. podignut samostan konventualaca. Jugozapadno od grada nalazila se isejska nekropola Mrtvilo s prilozima od kojih se naročito ističe keramika. Jedno je od prvih grčkih naseobina na Jadranu s karakteristikama kasnije rimske kulture. Novije naselje ima istaknute primjere arhitekture raznih stilova kasnog srednjeg vijeka i kasnijih epoha.

## Povijest
Otok Vis je nastanjen od prapovijesti. U Krajicinoj ili Teutinoj špilji na sjevernoj strani otoka otkopana je keramika iz razdoblja eneolitika, dok se nalazi (keramički ulomci, brončane fibule) te desetak gomila humaka i četiriju gradinskih naselja razasutih po otoku vežu uz rano, srednje i kasno brončano doba (oko 1800. do 1000. pr. Kr.). Iz ranoga željeznog doba (oko 800. do 600. pr. Kr.) potječu nalazi iz grobova na južnoj strani otoka kraj gradine Taleške glavice.
U I. tisućljeću pr. Kr. otok su držali ilirski Liburni, a početkom IV. st. pr. Kr. (osnovana između 397. i 390. pr. Kr.) na području današnjega grada Visa (u predjelu Gradine i na poluotoku Prirovu) razvila se antička Issa (Ἴσσα), najvažnija grčka kolonija na tlu Hrvatske, osnutak koje se vezuje uz kolonizatorsku djelatnost sirakuškoga tiranina Dionizija Starijega. Već se u doba Dionizijeva sina započela politički i gospodarski osamostaljivati od grčke kolonije Sirakuze te djelovati kao samostalan polis. Uz najstariju povijest Isse vezuje se i ilirski dinast Jonije, koji se u Strabonovoj Geografiji spominje kao vladar Isse, a čiju povijest vjerodostojnost potvrđuju oštećeni natpis na kojem se spominje »Jonijev otok« i nalazi brončanoga novca s njegovim imenom (IONIO), koji potječe iz sredine IV. st.
Issa se od svojega utemeljenja razvijala kao samostalan polis te je kovala vlastiti novac, imala vlastitu flotu, zakone, razvijenu trgovinu, proizvodnju keramike i vinogradarstvo. U IV. i III. st. pr. Kr. osnovala je kolonije na području Lumbarde na Korčuli, Trogira (Tragurij) i Stobreča (Epetij). Imala je razvijenu trgovačku mrežu s kopnom te stroga urbanistička pravila razvoja grada. O planskoj izgradnji grada Isse svjedoče najbolje očuvane zidine iz helenističkoga razdoblja u Hrvatskoj, kao i nekropole na lokalitetima Martvilo i Vlaška njiva.  Kada ju je ugrozio kralj Agrona, Issa je 231. pr. Kr. obranila svoju samostalnost uz pomoć Rimljana, čijim je saveznikom postala.
God. 47. pr. Kr., za građanskog rata između Cezara i Pompeja, stala je na Pompejevu stranu, te ju je nakon njegova poraza zauzeo Cezarov legat Vatinije. U to je doba izgubila svoje prijašnje povlastice i status slobodnoga grada, te je postala podanik Rima, ovisan o vlasti u novoj rimskoj koloniji Saloni. I dalje je ostala važno trgovačko središte. U tom su razdoblju bile izgrađene terme, kazalište i forum. U prvoj polovici I. st. stekla je i rimsko građansko pravo (Issa civium Romanorum).

### Novac
Točna godina djelovanja isejske kovnice novca nije poznata, no pretpostavlja se da je ona započela s radom sredinom 4. st. pr. Kr. Sav do sada pronađeni isejski novac kovan je u bronci, od koje se kovao novac namijenjen uglavnom lokalnoj uporabi. Novac izrađivan od plemenitijih kovina bio je jamstvo za trgovanje i izvan lokalnog područja, no dosad u Issi nije pronađen. Prvotnu seriju isejskog novca emitiranu sredinom 4. st. pr. Kr. čine prekovi sirakuškog novca; na licu je prikaz glave mladića, a na naličju prikaz dupina u skoku. Neki primjerci tog novca imaju i natpis IONIO. Osim prekova sirakuškog novca za prekov se rabi i novac Herakleje i Pharosa. Ta serija trajala je do kraja 4. st. pr. Kr. Drugi primjerci isejskog novca na licu imaju prikaz žene, a na naličju osmerokraku zvijezdu. Na licu se javlja legenda IS ili IC, što je kratica od ISSAION, a znači novac države Isejaca. Taj novac nadnjeva u kraj 4. st. pr. Kr. U idućem razdoblju Issa emitira cijeli niz serija novca, koristeći se katkad za prekove novcem Metaponta, grada na obali Tarantskog zaljeva. Taj novac ima na licu prikaz Atenine glave, a na naličju prikaz jelena. Javljaju se i kovovi u kombinaciji Atena na licu i koza na naličju. Najmlađe serije isejskog novca na licu imaju prikaz srne ili kantara. One su kolale do kraja isejske samostalnosti, do sredine 1. st. pr. Kr.

### Zanimljivosti
Najraskošnija grobnica pronađena na prostoru Isse je mauzolej pronađen u kolovozu 1930. godine, koji je uništen pa se o njegovu izgledu ne zna puno. Nalazio se na zapadnoj nekropoli. O izgledu njegove arhitekture može se zaključivati samo na temelju sačuvanih predmeta: pet štuko glava, ulomak mozaika, štukatura, jedan ulomak freske s antropomorfnim prikazom i fragmentarno žensko glineno poprsje. Radilo se o luksuznom ukopu u mauzolej. Pod mauzoleja resio je višebojni mozaik izrađen od malenih kockica veličine 2 mm. Rubna vrpca izvedena je kao meandar, a tekla je oko šahovskog polja od višebojnih koncentrično nijansiranih kvadrata. Ovaj ulomak je kao emblema bio položen u podnicu mauzoleja. Zidove su krasile freske i štukature, na kojima su vjerojatno bile pričvršćene glave, jer na stražnjoj strani imaju željezne klinove za pričvršćivanje. Zbog nedostataka drugih atributa teško je odrediti jesu li pronađene glave prikazi božanstava ili pak idealizirani pokojnici prikazani kao filozofi ili pjesnici sa sjetnim izrazom lica, što je značajka arhajske umjetnosti.
Grci su one koji su izrađivali kipiće od terakote nazivali koroplastima. Velika središta proizvodnje ovakvih figurica bila su Tanagra, Mirina, Aleksandrija te gradovi Sicilije i današnje južne Italije (osobito Tarant). U Issu su se kipići izvodili iz najvećeg apulskog grada Taranta. Novija istraživanja potvrdila su proizvodnju ovakvih figurica i u Issi, a ona je započela u 3. st. pr. Kr. o čemu svjedoči nalaz postolja ženske stojeće figure koja je bila odbačena kao škart. Najveći dio do sada pronađenih terakota na prostoru Isse nađen je kao prilog uz pokojnika unutar grobne komore. Većina terakota prikazuje stojeće žene ogrnute hitonom i himationom, različitih frizura ili glave pokrivene rupcem, a u rukama imaju lepeze. Česti su i prikazi božanstava, primjerice Afrodite, tip Ourania, ili različiti predmeti kao zavjetni dar božanstvima, primjerice golubica s djetelinom na prsima kao dar boginji Afroditi te različite igračke i sl. Kipići su tijekom pečenja bili premazivani temeljnom bijelom bojom, umakanjem ili premazivanjem kistom, a zatim je odjeća oslikavana u različitim bojama. Isejske terakote čine jednu od najbogatijih zbirki u Hrvatskoj, od koje je u Gospinoj batariji izložen samo manji dio. Novija istraživanja na Visu ishodovala su pronalaskom većeg broja ulomaka kalupa za proizvodnju čaša te pečatnjaka s figurom zeca u skoku koji je služio za izradu kalupa. Issa je bila najveće proizvodno središte reljefne keramike, a proizvodnja je započela u 2. st. pr. Kr. i trajala do kraja starog vijeka.

## Nalazi i istraživanja
Sačuvani su mnogobrojni ostaci grčkog i kasnije rimskog naselja: terme, nekropola, dijelovi ulica, potonuli dijelovi luke i rimski teatar na kojem je kasnije izgrađen franjevački samostan. 
Stanovništvo naselja Vis, koje se razvilo južnije od antičkog grada, koristilo je ruševine kao izvor materijala za gradnju kuća, što je i danas vidljivo na mnogim građevinama. 
Arheološka istraživanja Isse započela su krajem XIX. stoljeća i s prekidima se odvijaju do danas. Otkriveni su brojni primjerci antičkog novca (Issa je kao polis kovala vlastiti novac) te skulpture (najpoznatija je glava božice Artemide).
Znameniti humanist i skupljač antičkih natpisa Cyriacus Anconitanus obilazi Vis 22. srpnja 1436. godine te spominje nobile amphitheatrum tj. rimski teatar, u kojem je zabilježio ugrađeni grčki natpis. Uz još jedan grčki natpis posvećen Artemidi, zabilježio je i rimski natpis uklesan na postamentu za kip Augusta u bronci. Godine 1553. mletački zastupnik Giustiniani u svom putopisu spominjući Vis piše da je "na ovom otoku boravila kraljica Teuta, budući da je ovo mjesto jedno od najljepših u Dalmaciji, gdje se još vide ostaci njene kraljevske palače, te komadi stupova, lukovi te mnogi obrađeni mramorni kameni". Pjesnik Marin Gazarović u stihovima 1623. sažeto spominje antički Vis i ostatke na Gradini: Gdi se miri i sad vide, gdi mramori toki blide, sad u gradu žita siju, sada sade vinograde. Johanes Fefella, opat samostana na Prirovu, u svom rukopisu Smaragdus electus aut Issa dalmatica insula felix et omnifera iz 1704. godine opisuje isejske spomenike te kaže da je s Visa bio odnesen spomenik božice Dijane. Antun Matijašević Karamaneo, književnik i erudit, vraća se iste godine iz Venecije u rodni Vis te proučava spomenike i antičku povijest Isse te piše o antičkim natpisima i novcima, teatru i termama. Godine 1710. nađen je jedan vojnički grob za koji je smatrao da je grob Furija Kamila Skribonijana. Oko 1730. na Gradini je nađena statua imperatora u ratnoj opremi koja je iz zbirke Radossi u Visu dospjela u zbirku Salitro u Splitu, a potom u Arheološki muzej u Zagrebu. Tri grčka natpisa su u tom stoljeću dospjela u zbirku Danieli u Zadru, gdje ih je 1772. prepisao Fortis. Alberto Fortis je za kratkog posjeta Visu u srpnju te godine zabilježio jedan rimski natpis o gradnji hrama Jupitera i Herakla, opisao isejske novce te navodi zanimljiv podatak: "Posebno se vide podovi od mozaika koje prekrije more kada se vode podignu". Godine 1804. na Gradini je nađena carska statua s natpisom APC, a 1807. je general Guillete uz druge umjetnine odnio i kip Apolona. Iste je godine dr. Stjepan Barbieri, koji je pisao i o spomenicima Visa, napravio popis svoje arheološke zbirke koju je prikupio za službovanja na Visu i darovao ju V. Dandolu.
Od polovine 19. stoljeća don Šime Ljubić, osnivač Hrvatskoga arheološkog društva 1878. i ravnatelj muzeja u Zagrebu, započinje arheološka istraživanja Isse na Gradini i Martvilu i o tome od 1859. objavljuje niz radova, osobito o isejskim novcima te grčkim i rimskim natpisima. Višanin don Apolonije Zanella istraživao je rimski teatar na Prirovu i rimske terme te o tome objavio članke 1893. i 1895. godine. Od mnogih hrvatskih i inozemnih arheologa i povjesničara antike koji pišu o Issi ističe se djelo ravnatelja Arheološkog muzeja u Zagrebu Josipa Brunšmida Die Inschriften und Munzen derv griechischen Stadten Dalmatiens izdano u Beču 1898. s prijevodom izdanim u Splitu sto godina kasnije (Natpisi i novac grčkih gradova u Dalmaciji). Akademik Grga Novak veliki je dio svog znanstvenog rada posvetio arheologiji i povijesti Visa: "Na poticaj svoje supruge Line, rođ. Kargotić, napisao sam još 1938. g. povijest njenog rodnog Visa". Od 1936., kada je istraživao rimske terme i još neka nalazišta, objavljuje arheološko-povijesne rasprave o antičkoj Issi i srednjovjekovnom Visu, što je ishodovalo i monografijom Vis izdanom u Zagrebu 1961. godine. Ustvari je prvi razložno sistematizirao antičku povijest Isse te njene arheološke spomenike. Nakon njega osobito su značajna arheološka istraživanja Mihovila Abramića, Branimira Gabričevića i Mladena Nikolancija, koji su sinteznim znanstvenim raspravama bitno pridonijeli poznavanju arheologije Isse i njenog značenja u antičkom svijetu Jadrana. Inače, još od don Frane Bulića do danas Arheološki muzej u Splitu kontinuirano radi istraživanja antičke Isse.

## Devastacija i konzervacija
Nažalost, tijekom XX. stoljeća ostaci antičkog naselja su bili izloženi teškoj devastaciji. Netragom su nestali brojni vrijedni nalazi. U Drugom svjetskom ratu saveznička britanska vojska je područje antičke Isse koristila kao parkiralište za svoja vozila i pritom uništila znatan dio arheološkog nalazišta (zidovi termi). Nakon rata su na samom arheološkom lokalitetu građeni razni objekti. Tek u zadnjih nekoliko godina se prišlo sustavnom istraživanju i zaštiti preostalih nalaza.

## Zaštita
Pod oznakom Z-5100 arheološka zona Antička Issa zavedena je kao nepokretno kulturno dobro – kulturno-povijesna cjelina, pravna statusa zaštićena kulturnog dobra, klasificirano kao "arheološka baština".